# Таттл, Уильям
Уильям Джереми Таттл (англ. William Jeremiah Tuttle; 21 февраля 1882, Чикаго — 22 февраля 1930, Лос-Анджелес) — американский ватерполист и пловец, серебряный призёр летних Олимпийских игр 1904.
В водном поло на Играх 1904 в Сент-Луисе Таттл выступал за команду Чикаго в демонстрационном ватерпольном турнире, и его сборная заняла второе место.
Также, Таттл соревновался в эстафете 4×50 ярдов вольным стилем. Он занял второе место, выиграв серебряную медаль.